# Vid Belec
Vid Belec (ur. 6 czerwca 1990 w Mariborze) – słoweński piłkarz grający na pozycji bramkarza. Od 2022 roku zawodnik cyprjskiego APOEL.

## Kariera klubowa

### Początki
Belec jest wychowankiem słoweńskiego NK Maribor, którego barwy reprezentował od 12 roku życia. Od dziecka lubił stać na bramce, gdyż nie bardzo lubił biegać. W wieku 16 lat wraz z Renem Krhinem przeniósł się za 200.000 euro do Interu, gdzie rozpoczął swoją przygodę z Nerazzurrimi od drużyny Primavery. Jej członkiem pozostawał przez 3,5 roku. W pierwszym sezonie był zmiennikiem Paolo Tornaghiego, a zespół zdobył młodzieżowe scudetto. W sezonie 2006/07 występował także w drużynie Allievi Nazionali (U-17). Sezon 2007/08 był walką Beleca z Enrico Alfonso o miejsce w bramce, które zdobył ostatecznie w ostatecznie po odejściu rywala. Po tym fakcie został czwartym w hierarchii bramkarzem Interu. Końcówka sezonu przyniosła triumf w Torneo di Viareggio i ligowe wicemistrzostwo. Przed rozpoczęciem sezonu 2008/09 wziął udział w meczach przedsezonowych pierwszej drużyny Interu, w tym World Football Challenge. Podczas przygotowań w Stanach Zjednoczonych Jose Mourinho dał mu szansę gry w meczu towarzyskim przeciwko Chelsea F.C.. W listopadzie 2009 r. podpisał z Interem pięcioletni kontrakt.

### Crotone
6 lipca 2010 r. został wypożyczony do drugoligowego F.C. Crotone. Debiut w nowych barwach miał miejsce 5 września 2010 r. w sytuacji, gdy niedysponowany był Emanuele Concetti. Miejsce w wyjściowej jedenastce zachował do 18 kolejki. W kolejnym sezonie pomimo rywalizacji o bluzę z nr 1 z Giacomo Bindim, to Belec zagrał w większości spotkań. Ogółem w czasie wypożyczenia zagrał w 50 spotkaniach ligowych i 2 Pucharu Włoch.

### Powrót do Interu
Po upływie okresu wypożyczenia powrócił do Interu, gdzie został bramkarzem nr 3. Latem 2012 przedłużył umowę z Interem o dalsze dwa lata do czerwca 2017 r. z tytułu której zarabia rocznie 250.000 euro rocznie. 30 sierpnia udało się mu zadebiutować w oficjalnym meczu Nerazzurrich z FC Vaslui, gdy zastąpił Antonio Cassano, gdyż chwilę wcześniej Luca Castellazzi został ukarany czerwoną kartką. 22 listopada zagrał od pierwszej minuty w starciu z Rubinem. 15 lipca 2013 r. został wypożyczony do grającego w Primeira Liga SC Olhanense.

## Kariera reprezentacyjna
Pierwsze powołanie do reprezentacji otrzymał w 2006 r. z drużyny U-17, z którą wziął udział w eliminacjach do ME U-17 2007. Z reprezentacją U-19 brał udział w eliminacjach do ME U-19 2009. W sierpniu 2010 r. otrzymał pierwsze powołanie do drużyny U-21, w której nie dane mu było jednak wystąpić. W lutym 2011 r. w związku z kontuzją Samira Handanoviča otrzymał pierwsze powołanie do kadry narodowej na towarzyski mecz z Albanią. Jak dotychczas pomimo kilku okazji nie udało się mu w niej zadebiutować.

## Życie prywatne
Jego wzorami są Júlio César i Samir Handanovič. W młodości uprawiał tenis. Nie posiada rodzeństwa. Jest małomówny. Czas wolny spędza z dziewczyną i psem.

## Sukcesy
- Torneo di Viareggio: 2008

## Statystyki
| Sezon     | Klub           | Kraj   | Rozgrywki | Mecze | Bramki | Asysty | Bramki stracone | Czyste konto |
| --------- | -------------- | ------ | --------- | ----- | ------ | ------ | --------------- | ------------ |
| 2009/2010 | Inter Mediolan | Włochy | Serie A   | 0     | 0      | 0      | 0               | 0            |
| 2010/2011 | FC Crotone     | Włochy | Serie B   | 29    | 0      | 0      | 35              | 6            |
| 2011/2012 | FC Crotone     | Włochy | Serie B   | 21    | 0      | 0      | 33              | 2            |
| 2012/2013 | Inter Mediolan | Włochy | Serie A   | 0     | 0      | 0      | 0               | 0            |
|           | Razem          | Razem  | Razem     | 51    | 0      | 0      | 68              | 8            |